# Piegamento

Esecuzione di piegamenti sulle braccia

Il piegamento è un movimento eseguito grazie alla contrazione eccentrica dei muscoli estensori. È un movimento tipico degli arti inferiori e arti superiori. Rappresentano la capacità di spinta del corpo dietro il quale il mondo della biomeccanica e della scienza motoria hanno elaborato diversi tipi di esercizi di potenziamento dei vari muscoli di spinta come: la chest press, l'hack squat, le croci ai cavi ecc...

## Piegamento sulle braccia

### Descrizione

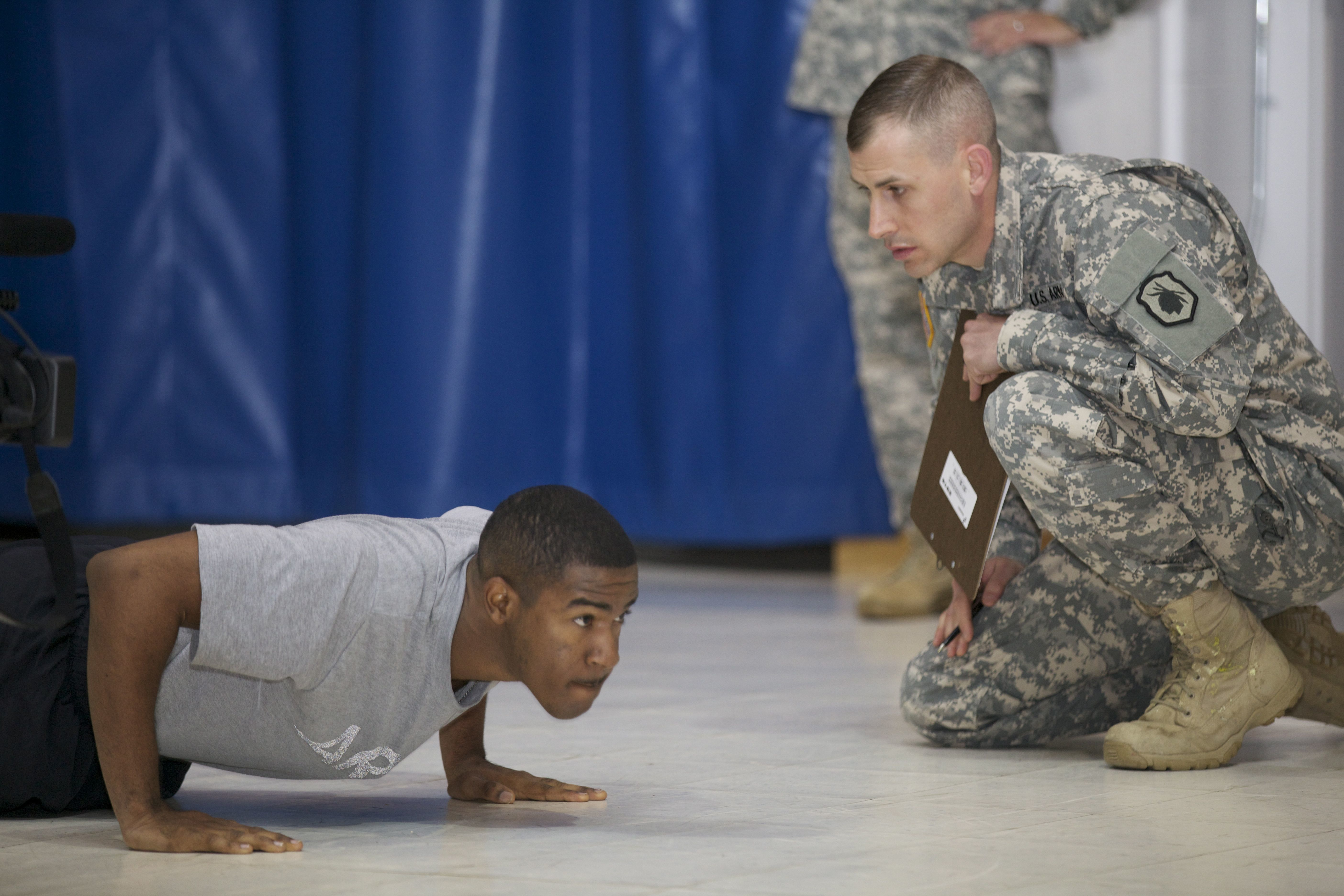
I piegamenti sulle braccia rappresentano uno degli esercizi più comuni richiesti nelle prove di efficienza fisica per gli aspiranti membri delle forze armate e di polizia dei vari Stati del mondo.

Un piegamento sulle braccia, è un comune esercizio di potenza eseguito in posizione prona, ossia con il corpo disteso orizzontalmente e faccia rivolta verso il basso, alzando ed abbassando il corpo tramite le braccia. Questo esercizio sviluppa i grandi pettorali, i piccoli pettorali e i tricipiti, con uno sviluppo secondario di deltoidi, muscolo dentato anteriore e tutto il diaframma nel suo complesso. I piegamenti sono un esercizio di base nell'educazione fisica. I Piegamenti possono anche essere eseguiti in piedi di fronte ad un muro (questo è ideale per chi non riesce a svolgere i piegamenti sul terreno perché li trova troppo pesanti ; infatti effettuati sul muro i piegamenti risultano essere "meno pesanti" dal momento che la componente tangenziale della forza di gravità che agisce sul corpo è ridotta (perché viene appunto scaricata in parte sul muro)) .
Per essere eseguiti correttamente, bisogna tenere le scapole in adduzione e i gomiti abdotti di 45° gradi, le mani devono essere all'altezza del petto e ad un'ampiezza leggermente superiore a quella delle spalle. Durante il piegamento stesso il bacino deve essere fermo, mentre è necessario contrarre il core addominale e i glutei. Le gambe vanno tenute distese.

### Variazioni
Esistono numerose varianti di piegamento che consentono di lavorare sul corpo in diversi modi.

#### Piegamento classico

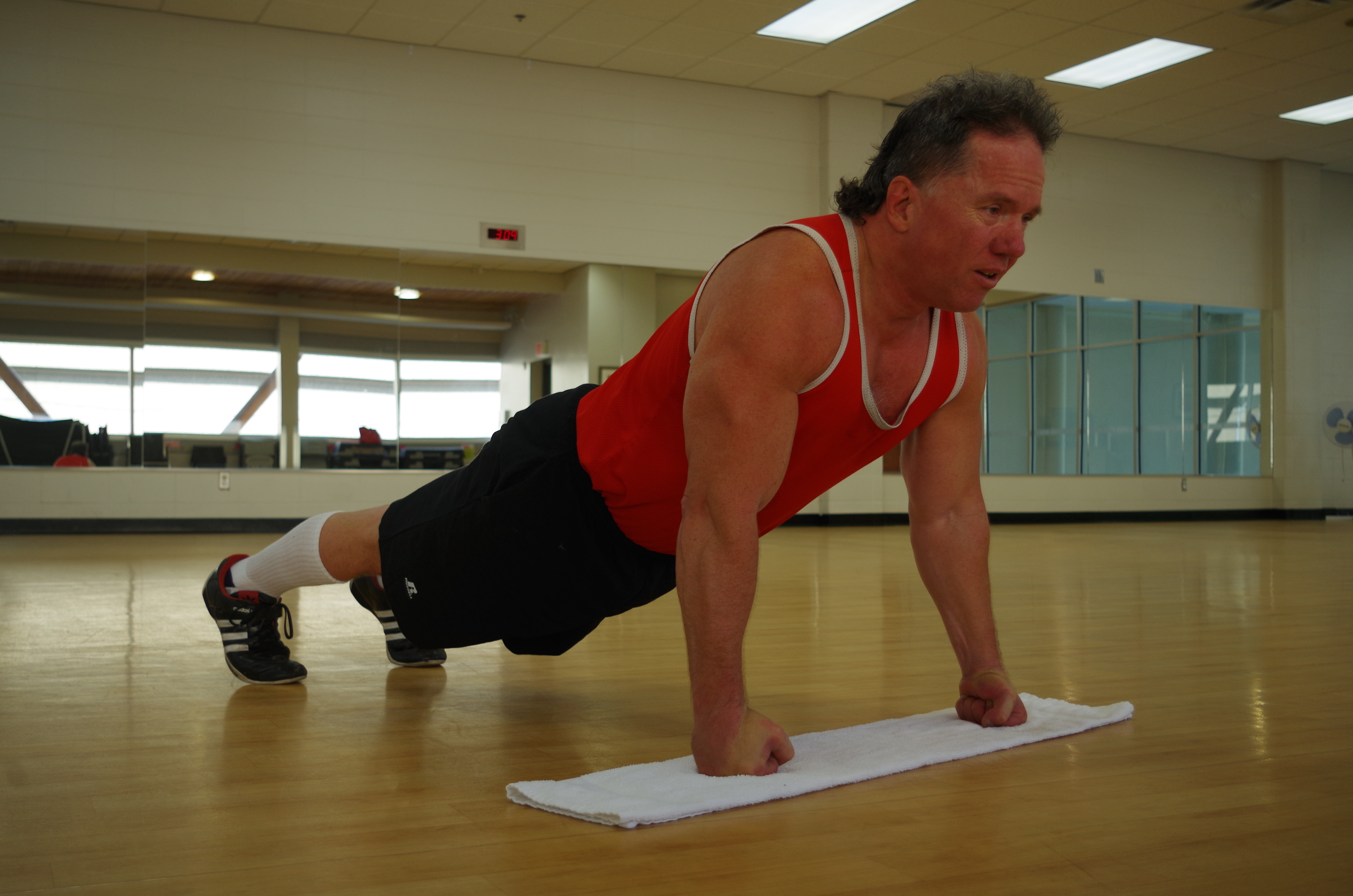
Posizione di partenza

Il piegamento sulle braccia classico è un esercizio base del calisthenics e dell'allenamento a corpo libero in generale. Espressione di forza e di resistenza è utilizzato sia in ambiti sportivi agonistici, addestramento militare e fitness. La posizione di partenza è mani poco più distanti della larghezza delle spalle, piedi uniti o distanziati quanto la larghezza delle spalle e tronco fermo. Il movimento è l'abbassamento del corpo e la conseguente spinta di esso grazie alla forza dei muscoli interessanti ovvero: petto, spalle e tricipiti. Affinché l'esercizio sia valido bisogna rompere il parallelo con i gomiti.
Questo esercizio è utilizzato come prova di forza e resistenza nei test fisici militari e delle forze dell'ordine e spesso, vista la difficoltà, come metodo punitivo nei confronti degli atleti da parte dei loro allenatori.
I muscoli coinvolti nel movimento sono il grande pettorale, piccolo pettorale, deltoide anteriore, tricipite, bicipite in accorciamento e dorso e core come stabilizzatori.

#### Dand

Il push-up indù, noto anche come una racchetta. Questa è la versione più semplice, simile a quella usata da Bruce Lee che la definiva un tratto di gatto.

La forma più elementare di dand inizia dalle transizioni di posizione yoga cane verso il basso verso una posizione di posa di cobra. È anche noto come piegamento indù. È comune nella cultura fisica indiana e nelle arti marziali indiane, in particolare Pehlwani. Anche Bruce Lee lo usava nel suo regime di allenamento e lo definiva un tratto di gatto. È un efficace esercizio di forza del nucleo perché coinvolge in modo armonioso sia la catena anteriore sia le catene posteriori. Esistono numerose varianti della dand sebbene la maggior parte incorpori le due posture utilizzate nella versione più semplice. È anche correlato al Saluto al Sole.

#### Piegamenti a presa stretta e ampia

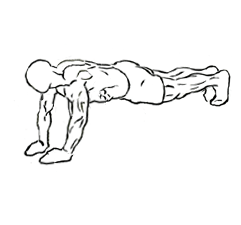
Posizione di partenza per un piegamento a presa stretta

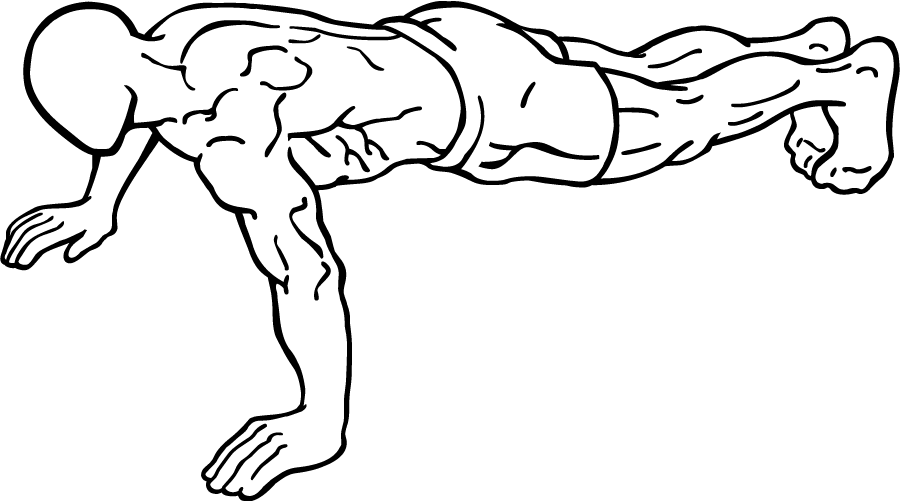
Posizione di partenza per un piegamento a presa larga

Se si esegue un normale piegamento con le mani a pochi centimetri l'una dall'altra sotto il petto. Questa variante stimola maggiormente il petto interno e i tricipiti. Se si posizionano le mani più distanti delle spalle si stimola maggiormente il pettorale e il deltoide anteriore, tuttavia è una variante consigliata a soggetti intermedi perché la posizione larga della presa mette a rischio l'articolazione della spalla. Il piegamento a presa stretta è chiamato anche "Diamond Push Up" 

#### Piegamenti declinati e inclinati

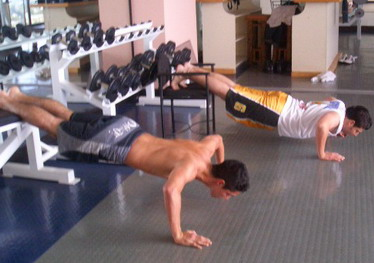
Esecuzione di piegamenti declinati

Questa prima variante di piegamenti è consigliata per soggetti che hanno familiarità con il movimento e una buona resistenza muscolare. Lo scopo è quello di allenare tutti i muscoli in maniera più intesa e soprattutto porre maggiore enfasi sul petto superiore e il deltoide.

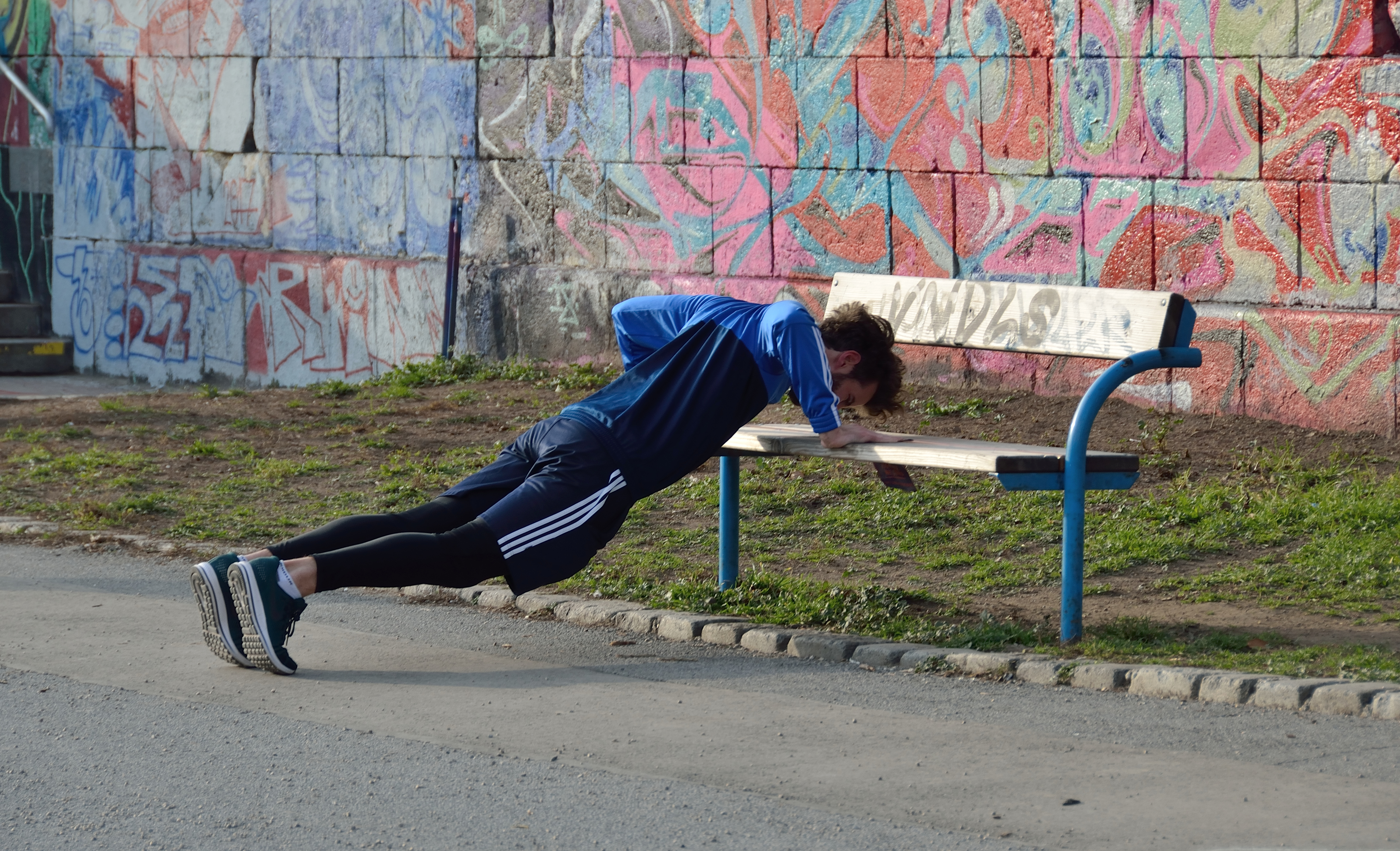
Esecuzione di piegamento inclinato

La seconda variante del movimento è utilizzata come propedeutica in tutti quei soggetti che non riescono ancora a compiere il piegamento classico, in questo movimento si va a porre maggiore enfasi sul petto inferiore.

#### Piegamenti a V
Detti anche Pike push up  sono un esercizio avanzato che serve ad allenare tutti i muscoli della spalla. Questo stilo di esercizio può esser sostituito con delle tenute a V per i principianti ed è una propedeutica per i piegamenti in verticale.

#### Piegamenti in verticale

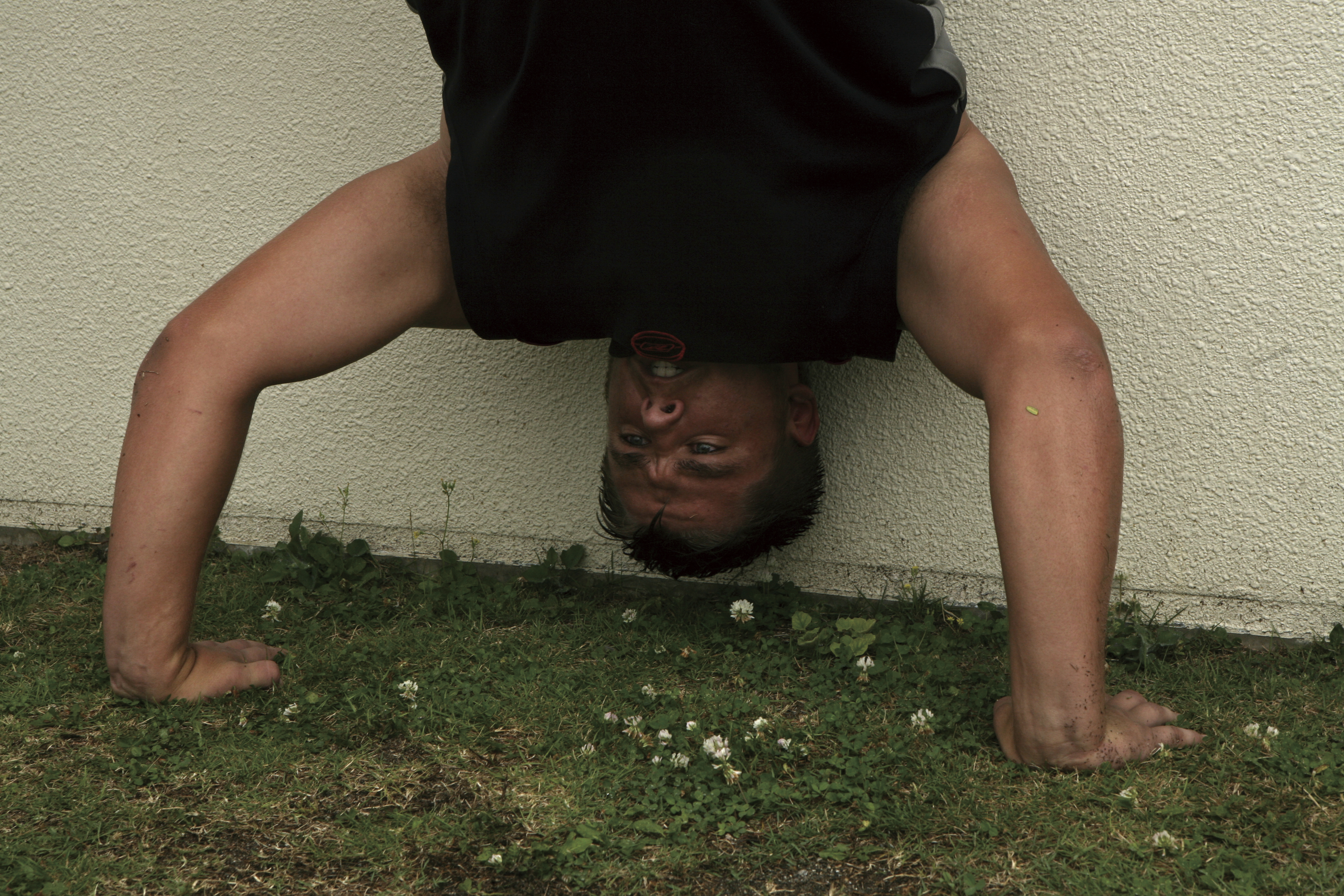
Fase eccentrica di un piegamento in verticale

In inglese Handstand pushups  sono un esercizio avanzato per allenare le spalle. Nei soggetti che approcciano per la prima volta questo esercizio è consigliato sostituirlo con delle tenute in verticale.

## Piegamenti degli arti inferiori

### Descrizione
Consiste nel modo di allenare la spinta delle gambe per aumentare sia forza che resistenza ed esplosività. Gli esercizi consistono nel piegare le gambe per esercitare una spinta a carico naturale o con sovraccarico. Esempio lampante è lo squat.